# Ge'ula Kohenová
Ge'ula Kohenová (hebrejsky גאולה כהן‎, 25. prosince 1925 – 18. prosince 2019) byla izraelská politička a novinářka. Dlouholetá poslankyně Knesetu v izraelském parlamentu nejprve zastupovala stranu Cherut Menachema Begina a později stranu Techija, kterou sama založila. V předstátním období byla příslušnicí Irgunu a Lechi. Za celoživotní přínos izraelské společnosti ji bylo v roce 2003 uděleno nejvyšší izraelské státní vyznamenání Izraelská cena.

## Biografie
Narodila se v Tel Avivu ještě za dob britské mandátní Palestiny. Studovala na Levinského učitelském semináři a získala magisterský diplom v oboru židovská studia, filosofie, literatura a Bible na Hebrejské univerzitě v Jeruzalémě.
V roce 1942 vstoupila do Irgunu a o rok později přestoupila do jeho radikálnější odštěpenecké části Lechi. Jako rozhlasová hlasatelka hnutí byla v roce 1946 zatčena britskou správou a uvězněna ve vězení v Betlému, odkud se jí však následujícího roku podařilo uprchnout. Byla taktéž redaktorkou novin vydávaných protibritskou skupinou Lechi s názvem Fronta mládí. Po vyhlášení izraelské nezávislosti v roce 1948 přispívala do měsíčníku Sulam, vydávaného někdejším vůdcem Lechi Jisra'elem Eldadem.
Provdala se za svého někdejšího kolegu Imanuela Hanegbiho, který byl také členem Lechi. V letech 1961 až 1973 přispívala do izraelského deníku Ma'ariv a taktéž byla členkou jeho správní rady.

### Politická kariéra
V roce 1972 vstoupila do strany Cherut Menachema Begina, která byla toho času součástí aliance Gachal. O rok později se uskupení transformovalo v současnou stranu Likud a téhož roku se konaly parlamentní volby, ve kterých byla Ge'ula Kohenová zvolena poslankyní Knesetu. Znovu zvolena byla v následujících volbách v roce 1977.
Na protest proti Beginově podepsání dohod z Camp Davidu, a zejména pak návratu Sinaje Egyptu v rámci politiky „území za mír“, v roce 1979 společně s Moše Šamirem vystoupila z Likudu a založila novou pravicovou stranu Banaj, později přejmenovanou na Techija-Banaj a nakonec přejmenovanou na konečný název Techija. Nová strana byla silně napojena na mimoparlamentní hnutí Guš emunim a její členové byli prominentní členové izraelských osad na Západním břehu a v Pásmu Gazy. Mezi takové členy patří například Chanan Porat a Eljakim Ha'ecni.
Poprvé se strana zúčastnila voleb v roce 1981, ve kterých získala tři poslanecké mandáty a Kohenová si tak udržela své poslanecké křeslo. Navzdory dřívějším rozdílným názorům se Techija stala součástí Beginovy koaliční vlády. Poslankyní byla znovu zvolena ještě ve volbách v letech 1984 a 1988 a v červnu 1990 byla po vládní krizi (a sestavení nové Šamirovy vlády) jmenována náměstkyní ministra vědy a technologie. O dva roky později Techija opustila Šamirovu koalici na protest vůči jeho účasti na Madridské konferenci.
O svůj poslanecký mandát přišla ve volbách v roce 1992, kdy Techija nedokázala překročit volební práh potřebný ke vstupu do Knesetu. Ve stejné době opět[kdy?] vstoupila do Knesetu, jehož členem je i její syn Cachi Hanegbi, který Likud zastupoval v Knesetu (v roce 2005 z něj vystoupil a společně s Arielem Šaronem přešel do nově vzniklé strany Kadima). I po svém odchodu z vrcholné politiky zůstala aktivní v pravicové politice a byla jednou z protestujících proti izraelskému plánu na jednostranné stažení z Pásma Gazy v roce 2006.

## Ocenění
- V roce 2003 byla Kohenové udělena Izraelská cena za její celoživotní přínos společnosti a Státu Izrael.[1][2]
- V roce 2007 ji město Jeruzalém udělilo cenu Jakir Jerušalajim („Vážený občan Jeruzaléma“).[3]

## Dílo
- Story of a Fighter (1961) (hebrejská autobiografie)
- Woman of Violence: Memoirs of a Young Terrorist, 1943-1948. [s.l.]: Holt, Rinehart and Winston, 1966. (autobiografie)
- Historical Meeting (1986) (hebrejsky)
- Ejn li koa lechijot ajefa ("No Strength to be Tired") (2008)